# Matej Marin
Matej Marin (Poetovio, 2 luglio 1980 – Wels, 5 settembre 2021) è stato un ciclista su strada sloveno, professionista dal 2003 al 2015 in formazioni slovene e austriache.

## Palmarès
- 2005 (Perutnina Ptuj, una vittoria)

1ª tappa, 1ª semitappa Tour de Serbie (Belgrado > Požarevac)
- 2006 (Perutnina Ptuj, una vittoria)

1ª tappa Rhône-Alpes Isère Tour (La Verpillière > Charvieu-Chavagneux)
- 2009 (Perutnina Ptuj, una vittoria)

Tour de Vojvodina
- 2010 (Perutnina Ptuj, due vittorie)

Banja Luka-Beograd II
VN Kroz Vojvodina
- 2013 (Gourmetfein-Simplon, una vittoria)

3ª tappa Istrian Spring Trophy
- 2014 (Gourmetfein-Simplon Wels)

Grand Prix Sarajevo

### Altri successi
- 2011 (Perutnina Ptuj)

Criterium Leonding